# Vlasotince
Vlasotince er en by i det sydøstlige Serbien, med et indbyggertal (pr. 2022) på cirka 14.924. Byen ligger i distriktet Jablanica.